# Lo Montiell
Lo Montiell és una partida rural del terme municipal de Conca de Dalt, a l'antic terme d'Hortoneda de la Conca, al Pallars Jussà, en territori que havia estat del poble d'Hortoneda.
Es troba al sud-oest d'Hortoneda, en el coster que des del mateix poble s'enfila en aquella direcció. Es tracta d'una partida de mont, i conté la Cabana de Bellera, al sud, i la Cabana del Toni, al nord-est.
Consta de 49,4352 hectàrees de conreus de secà, pastures i zones de matolls i improductives.